# Economia e Sociedade
Economia e sociedade: um esboço de sociologia interpretativa (1921; em alemão:  Wirtschaft und Gesellschaft. Grundriß der verstehenden Soziologie; ou resumidamente Economia e Sociedade) é um livro do economista político e sociólogo Max Weber, publicado postumamente na Alemanha por sua esposa Marianne. Juntamente com A Ética Protestante e o Espírito do Capitalismo (1905), é considerada uma das obras mais importantes de Weber. De escopo extremamente amplo, o livro cobre vários temas, incluindo religião, economia, política, administração pública e sociologia. Uma tradução completa da obra não foi publicada em inglês até 1968.
Em 1998, a Associação Internacional de Sociologia listou este trabalho como o livro sociológico mais importante do século XX.

## Citações

### Sociologia
A sociologia é uma ciência que se preocupa com a compreensão interpretativa da ação social e, portanto, com uma explicação causal de seu curso e consequências. Falaremos de "ação" na medida em que o agente individual atribua um significado subjetivo ao seu comportamento.:4

### Tipos ideais (tipos puros)
Para fins de uma análise científica tipológica, é conveniente tratar todos os elementos de comportamento irracionais e afetivamente determinados como fatores de desvio de um tipo conceitualmente puro de ação racional. Por exemplo, um pânico na bolsa de valores pode ser mais convenientemente analisado tentando determinar primeiro qual seria o curso de ação se não tivesse sido influenciado por afetos irracionais; é então possível introduzir os componentes irracionais como responsáveis pelos desvios observados deste curso hipotético... Só assim é possível avaliar a significância causal de fatores irracionais como responsáveis pelo desvio desse tipo. A construção de um curso de ação puramente racional em tais casos serve ao sociólogo como um tipo (tipo ideal) que tem o mérito de ser claramente inteligível e sem ambiguidade. Em comparação com isso, é possível entender as maneiras pelas quais a ação real é influenciada por fatores irracionais de todos os tipos, como afetos e erros, na medida em que explicam o desvio da linha de conduta que seria esperado na hipótese de que o ação eram puramente racionais.:6

## Conceitos

### Violência de estado
Assim como em outras obras, Weber faz questão de mencionar o papel do Estado na legitimação e perpetuação da violência. Weber escreve que as normas jurídicas existem quando são mantidas por meio de “... meios normalmente diretamente físicos, de coerção da comunidade política”. Essa norma legal pode se estender a outros ramos do governo e do público, conforme descrito quando Weber escreve: “No caso de certos eventos ocorrerem, há um consenso geral de que certos órgãos da a expectativa de tal ação é capaz de induzir a conformidade com os comandos derivados da interpretação geralmente aceita dessa norma legal..."

### Orientações de ação social
A ação social, como toda ação, pode ser orientada de quatro maneiras::24-5
1. Instrumentalmente racional (em alemão:  zweckrational): ação "determinada por expectativas quanto ao comportamento de objetos no ambiente e de outros seres humanos; essas expectativas são usadas como "condições" ou "meios" para a obtenção dos próprios fins racionalmente perseguidos e calculados do ator".
2. Valor racional (em alemão:  wertrational): ação "determinada por uma crença consciente no valor em si de alguma forma ética, estética, religiosa ou outra forma de comportamento, independentemente de suas perspectivas de sucesso".
3. Afetivo (especialmente emocional): ação “determinada pelos afetos e estados de sentimento específicos do ator”.
4. Tradicional : ação "determinada pelo hábito arraigado".

### Religião
Na parte 2, capítulo VI, Weber distingue três tipos ideais de atividade religiosa:
1. Misticismo que voa pelo mundo;[5] :544-5
2. Ascetismo de rejeição do mundo;[5] :542 e
3. Ascetismo mundano interior.[5]:542

Ele também separou a magia como atividade pré-religiosa.